# Hydnobolites
Hydnobolites Tul. & C. Tul. (hydnonolites) – rodzaj grzybów z typu workowców (Ascomycota).

## Systematyka i nazewnictwo
Pozycja w klasyfikacji według Index Fungorum
Pezizaceae, Pezizales, Pezizomycetidae, Pezizomycetes, Pezizomycotina, Ascomycota, Fungi.
Gatunki występujące w Polsce
- Hydnobolites cerebriformis Tul. & C. Tul. 1843 – hydnobolites mózgokształtny

Nazwy naukowe na podstawie Index Fungorum. Wykaz gatunków i nazwa polska według M.A. Chmiel.